# Ellie Salthouse
Ellie Nicole Salthouse, née le 9 mars 1993 à Brisbane en Australie, est une triathlète professionnelle multiple vainqueur sur triathlon Ironman 70.3.

## Biographie
Ellie Salthouse est devenue championne du monde juniors d'aquathlon en 2009 et est médaillée d'argent aux Jeux olympiques de la jeunesse d'été de 2010 à Singapour.

## Palmarès
Le tableau présente les résultats les plus significatifs (podium) obtenus sur le circuit national et international de triathlon depuis 2016,.
| Année | Compétition                | Pays                | Position          | Temps           |
| ----- | -------------------------- | ------------------- | ----------------- | --------------- |
| 2019  | Ironman 70.3 Cozumel       | Mexique             | Médaille d'or     | 4 h 18 min 53 s |
| 2019  | Challenge Cancun           | Mexique             | Médaille d'or     | 4 h 9 min 37 s  |
| 2018  | Ironman 70.3 Cozumel       | Mexique             | Médaille d'or     | 4 h 15 min 12 s |
| 2018  | Ironman 70.3 Boulder       | États-Unis          | Médaille d'or     | 4 h 3 min 57 s  |
| 2017  | Ironman 70.3 Oceanside     | États-Unis          | Médaille d'argent | 4 h 23 min 21 s |
| 2017  | Ironman 70.3 Dubai         | Émirats arabes unis | Médaille d'argent | 4 h 4 min 5 s   |
| 2017  | Ironman 70.3 Miami         | États-Unis          | Médaille d'or     | 4 h 19 min 57 s |
| 2016  | Challenge Shepparton       | Australie           | Médaille d'or     | 4 h 19 min 16 s |
| 2016  | Challenge Melbourne        | Australie           | Médaille d'or     | 4 h 11 min 3 s  |
| 2016  | Ironman 70.3 Coeur d'Alene | États-Unis          | Médaille d'argent | 4 h 27 min 44 s |
| 2016  | Ironman 70.3 Miami         | États-Unis          | Médaille d'or     | 4 h 12 min 44 s |
| 2016  | Ironman 70.3 Boulder       | États-Unis          | Médaille d'or     | 4 h 11 min 43 s |
| 2016  | Revolution3 Knoxville      | États-Unis          | Médaille d'or     | 2 h 2 min 49 s  |